# Noah (cépage)
Pour les articles homonymes, voir Noah.
Le noah ou noa est un cépage hybride américain blanc, originaire de l'Illinois.

## Description et caractéristiques

### Origine et répartition géographique
Le noah provient d'un semis de Taylor réalisé par Otto Wasserzicher en 1896. C'est un cépage hybride producteur direct de Vitis riparia et Vitis labrusca. Cultivé pendant des décennies en France, on le retrouve à l'état sauvage en marge de certaines vignes, voire encore cultivé dans quelques parcelles ou établi en treille chez des particuliers.

### Caractères ampélographiques
- Extrémité du jeune rameau cotonneux blanc à pointe rosée.
- Jeunes feuilles duveteuses, jaunâtres.
- Feuilles adultes, à 3 lobes avec des sinus supérieurs peu profonds, un sinus pétiolaire en V ouvert, des dents anguleuses, petites, un limbe cotonneux.

### Aptitudes culturales
Sa maturité est de deuxième époque : 2 semaines et demie après le chasselas.
C'est un cépage vigoureux et fertile même en taille courte. Il est résistant au mildiou, à l'oïdium et au black-rot. Sa résistance au phylloxéra est insuffisante et il craint la chlorose.

### Potentiel technologique
Les grappes et les baies sont moyennes. Les grappes sont cylindro-coniques ; les baies rondes, blanc verdâtre, à pulpe molle très visqueuse. Le noah donne un vin au goût foxé, considéré comme très original. On l'a utilisé parfois pour produire des vins mousseux. Distillé, il donne une eau de vie parfumée rappelant la framboise et la rose.
Comme raisin de table, le noah est un raisin au goût très controversé qui ne laisse pas indifférent. Ceux qui le trouvent agréable lui attribuent des arômes de fraise des bois très mûre et de litchi ou de framboise (d'où le nom de raisin framboise donné parfois à un raisin noir du même groupe dit isabelle), ceux qui le trouvent désagréable lui attribuent un goût de punaise, comparable à celui qu'ont les mûres ou les framboises visitées par ces insectes. Il est généralement très sucré mais aussi très acide. Les baies ont la particularité de pouvoir être facilement mangées sans leur peau : une simple pression suffit à faire jaillir la pulpe gélatineuse dans la bouche à partir de l'orifice pédonculaire.

## Prohibition
Bien qu'interdit dès 1935, le lien entre noah et « vin qui rend fou » ou « qui rend aveugle » est encore bien présent dans la culture du monde rural de nombreuses régions vinicoles françaises au début du XXIe siècle.
Les cépages interdits, adaptés à la moyenne montagne, sont illustrés par Jean Ferrat dans "La Montagne" : "[Si le vin] ne vous tournait pas la tête." Le noah était aussi surnommé vin de trois, car l’on prétendait qu’il fallait deux personnes pour soutenir le buveur.

### Santé publique
Le taux de méthanol contenu dans le vin issu de ces cépages est plus élevé que dans celui de Vitis vinifera. Ce taux plus élevé est attesté par des études, bien qu'il ne soit pas « substantiellement plus élevé » que dans les autres vins. Outre le cépage utilisé, le procédé de vinification a également une influence importante sur le taux de méthanol. Dans tous les cas, seule la fermentation du jus de raisin peut produire le méthanol ; on peut donc manger le raisin ou boire le jus sans risque.

### Contexte politico-économique
Outre des raisons de santé publique, le contexte politico-économique du début du XXe siècle, notamment la surproduction, a pu participer à remettre en question la culture de ces cépages.
Comme géniteur, le noah a beaucoup servi aux hybrideurs du XIXe siècle tels que François Baco, Bertille Seyve, Pierre Castel, Fernand Gaillard et Albert Seibel. L'obtention la plus connue est le baco blanc. 
En Europe, le cépage a pratiquement disparu. On le trouve encore néanmoins occasionnellement chez des particuliers, établi en treille. Alors que les vignes à base d’hybrides américains couvraient 20 500 ha en France en 1958, il n’en reste que 1 500 ha aujourd’hui, essentiellement localisés en Charente, dans l’Ardèche, les Cévennes et la Vendée.

### Législation française
En France, il fut prohibé le 24 décembre 1934 dans une loi votée par les députés à main levée (loi promulguée le 24 janvier 1935). Celle-ci interdit le noah comme cinq autres cépages du même groupe : le clinton, l'herbemont, l'isabelle, le jacquez et l'othello, officiellement pour des raisons sanitaires. Cette obligation d’arrachage sous peine de sévères poursuites fut l'une des premières mesures agricoles édictée par l’occupant nazi en Alsace dès 1940. 
Le décret (Code du vin) qui interdisait ces cépages a été abrogé le 6 septembre 2003, remplacé par une interdiction à l'échelle européenne.

### Législation européenne
L'interdiction relève maintenant du droit européen. Déjà en 1999, un règlement communautaire avait autorisé les croisements « excepté les interdits de 1935 », sans aucune justification.
Depuis le 13 juin 2008, c'est le règlement (CE) N°479 / 2008 du Conseil européen du 29 avril 2008 portant organisation commune du marché viti-vinicole qui s'applique en Europe. Dans les mesures réglementaires, au chapitre 1, article 24, dans le classement des variétés de raisins de cuve autorisées, a été confirmée l'exclusion des variétés suivantes : Noah, Othello, Isabelle, Jacquez, Clinton et Herbemont. Celles-ci restent donc interdites de culture et de commercialisation. 